# Heortia plumbatalis
Heortia plumbatalis is een vlinder uit de familie van de grasmotten (Crambidae). De wetenschappelijke naam van deze soort is voor het eerst voorgesteld als Botys plumbatalis door Philipp Christoph Zeller in een publicatie uit 1852.
De soort komt voor in Congo-Kinshasa en Zuid-Afrika.